# Hjörsey
Hjörsey és, amb 5,5 km², l'illa més gran a l'oest d'Islàndia, a la badia de Faxaflói, i la tercera més gran del país. Formava part del comtat de Mýrasýsla i fins a 1896 va tenir una església. Antigament també va acollir una granja. L'illa es troba deshabitada, però ramats de cavalls salvatges recorren l'illa lliurement.